# Aeolus (Birmingham)
Aeolus is een Brits historisch merk van motorfietsen.
De bedrijfsnaam was: Bowns Ltd., Aeolus Works, Birmingham.
Aeolus was een kleine fabriek die 269cc-tweetakt motorfietsen maakte met een motorblok uit eigen ontwikkeling. De productie liep van 1913 tot 1916, wat opmerkelijk was omdat tijdens de Eerste Wereldoorlog de motorfietsproductie in het Verenigd Koninkrijk - met uitzondering van oorlogsproductie - vrijwel stil lag. Later bracht men het eigen merk Bown uit.